# Бегма Василь Андрійович
Васи́ль Андрі́йович Бе́гма (1 (14) січня 1906 , Одеса, Одеське градоначальництво, Російська імперія  — 12 серпня 1965 , Київ ) — радянський партійний і державний діяч. Член ЦК КПУ (1940–1965). Депутат Верховної Ради УРСР 6-го скликання. Депутат Верховної Ради СРСР 1–5-го скликань.

## Біографія
Народився 1 (14) січня 1906 року в Одесі, у робітничому районі Пересип, у родині робітника-ливарника одеського заводу Генна та пралі. У 1916 році сім'я переїхала до Херсона, де батько працював ливарником на заводі сільськогосподарських машин Гуревича. На цьому заводі почав працювати і його син. Після смерті батька в 1919 році, Василь Бегма з 14 років поступив учнем ливарника на херсонський судоремонтний завод імені Шмідта. З 1922 до 1928 року працював помічником ливарника, ливарником на херсонському заводі сільськогосподарських машин імені Петровського. Навчався на курсах підготовки, закінчив робітничий факультет при Одеському інституті інженерів водного транспорту. Два роки навчався у Херсонському вечірньому університеті.
У 1923 році стає членом комсомолу. Член ВКП(б) з 1927 року.
У 1928 працював завідувачем економічного відділу Херсонського окружного комітету ЛКСМУ. У грудні 1928 — 1929 році — завідувач Херсонської біржі праці. У кінці 1929 — березні 1930 року — завідувач культвідділу Херсонської окружної ради профспілок. У березні 1930 — 1932 році — секретар партійного комітету ливарного цеху херсонського заводу імені Петровського. У кінці 1932 — березні 1933 року — заступник голови Херсонської міської ради профспілок з питань планування і заробітної плати.
З березня 1933 до червня 1937 року — помічник начальника Політвідділу по роботі з комсомолом, заступник начальника Політвідділу з партійно-масової роботи радгоспу «Комсомолець» села Новогригорівки Юр'ївського району Дніпропетровської області.
У червні — грудні 1937 року — інструктор відділу керівних партійних органів Харківського обласного комітету КП(б)У. У грудні 1937 — липні 1938 року — 1-й секретар Богодухівського районного комітету КП(б)У Харківської області.
У липні 1938 — січні 1939 року працював в апараті ЦК КП(б)У відповідальним організатором відділу керівних партійних органів ЦК КП(б)У по Вінницькій, згодом — по Київській областях.
З січня 1939 року — завідувач відділу керівних партійних органів Київського обласного комітету КП(б)У.
10 червня — листопад 1939 року — секретар Київського обласного комітету КП(б)У із кадрів.
У жовтні — листопаді 1939 року — уповноважений ЦК КП(б)У з питань організаційно-партійної роботи в Луцьку Волинського воєводства, начальник обласного тимчасового управління по Волинському воєводству в місті Луцьку.
У листопаді 1939 — липні 1941 року — 1-й секретар Ровенського обласного комітету КП(б)У. Був обраний депутатом Народних зборів Західної України від Луцька.
У 1941–1942 роках — член Військової Ради 12-ї армії, полковий комісар. Воював на Південному, Донському і Кавказькому фронтах.
У 1942–1944 роках керував партизанською боротьбою проти німецьких окупантів на Рівненщині, командир з'єднання. Секретар Рівненського підпільного обкому КП(б)У і з 1943 року — начальник обласного штабу партизанського руху. 9 квітня 1943 року йому присвоєно звання генерал-майора.
У 1944 — 12 січня 1949 року — 1-й секретар Ровенського обласного комітету КП(б)У. Одночасно в 1944 — 27 травня 1949 року — 1-й секретар Ровенського міського комітету КП(б)У.
У грудні 1948 — січні 1950 року навчався на курсах перепідготовки перших секретарів обкомів партії у Вищій партійній школі при ЦК ВКП(б) у Москві.
У лютому 1950 — 18 травня 1959 року — 1-й секретар Кам'янець-Подільського (Хмельницького) обласного комітету КП України. У 1955 році закінчив Кам'янець-Подільський сільськогосподарський технікум, отримав звання агронома. Навчався заочно в Кам'янець-Подільському сільськогосподарському інституті
З травня 1959 до серпня 1965 року — голова Партійної комісії при ЦК КПУ.
Делегат XVIII–XXI з'їздів КПРС, XV–ХХ з'їздів КП України.

## Нагороди та відзнаки
- чотири ордени Леніна
- орден Богдана Хмельницького 1-го ступеня (04.01.1944)
- Червоного Прапора
- Вітчизняної війни 1-го (2.05.1945) і 2-го ступенів та ін.
- медалі «За перемогу над Німеччиною у Великій Вітчизняній війні 1941–1945 рр.», «Партизанові Вітчизняної війни» 1-го ступеня та ін.

## Твори
- Пути непокоренных. — М., 1963. (рос.)
- Шляхи нескорених (спільно з Л. Є. Кизею). — К., 1965.